# Feliks Młynarski

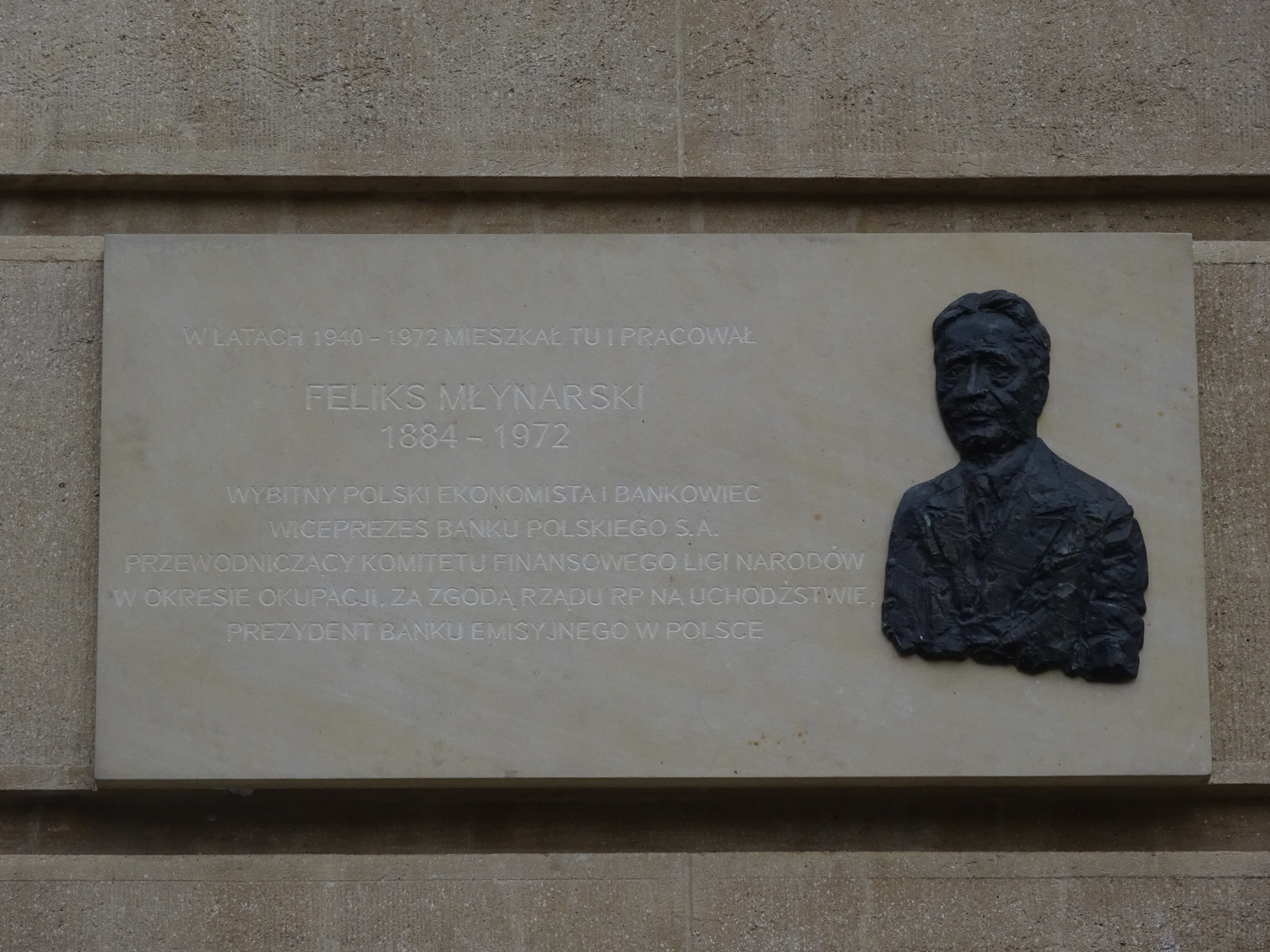
Tablica upamiętniająca Feliksa Młynarskiego na elewacji gmachu Narodowego Banku Polskiego w Krakowie przy ul. Basztowej

Feliks Młynarski (ur. 20 listopada 1884 w Gniewczynie Łańcuckiej, zm. 13 kwietnia 1972 w Krakowie) – ekonomista, bankowiec.

## Życiorys
Syn Jana Młynarskiego, nauczyciela i organisty oraz Honoraty z domu Dziurzyńskiej. Używał pseudonimu Jan Brzoza.
Uczęszczał do C. K. I Wyższego Gimnazjum w Jarosławiu, jednak w wyniku represji władz za zorganizowanie spotkania niepodległościowego był zmuszony zaliczać maturę w innej placówce, w związku z czym egzamin dojrzałości zdał eksternistycznie w C. K. Gimnazjum Męskim w Sanoku w 1903, uzyskując notę „z odznaczeniem” (w jego klasie byli m.in. Leopold Dręgiewicz, Józef Ekkert, Ksawery Jaruzelski, Ludwik Jus, Kazimierz Ślączka). Następnie ukończył filozofię na Wydziale Filozoficznym Uniwersytetu Jagiellońskiego w Krakowie. Był członkiem Ligi Narodowej w latach 1907–1908. Nauczyciel gimnazjalny i działacz polityczny, pod pseudonimem Jan Brzoza brał udział w konspiracji niepodległościowej; w 1911 r. wydał Zagadnienie polityki niepodległości (1911). Członek Wydziału Finansowego Komisji Tymczasowej Skonfederowanych Stronnictw Niepodległościowych. Członek Organizacji Młodzieży Niepodległościowej „Zarzewie”, Związku Strzeleckiego i Polskiego Skarbu Wojskowego. Wstąpił do Legionów Polskich, wkrótce potem pracownik Departamentu Wojskowego Naczelnego Komitetu Narodowego. 8 listopada 1914 został wysłany z misją do USA w celu propagowania idei Legionów wśród Polonii amerykańskiej. Był pracownikiem Biura Delegacji do Spraw Szkół Lekarsko-Dentystycznych Tymczasowej Rady Stanu.
Od 1921 do 1922 był dyrektorem Urzędu Emigracyjnego. Przyczynił się do przeprowadzenia w 1924 roku reformy walutowej zainicjowanej przez premiera Władysława Grabskiego bez pomocy kapitału obcego. Jako współtwórca Banku Polskiego SA był jego wiceprezesem od września 1924 do września 1929. W latach 1933–1935 pracował w Komitecie Finansowym Ligi Narodów.
W czasie II wojny światowej zgodził się z upoważnienia premiera Rządu Rzeczypospolitej na uchodźstwie Władysława Sikorskiego na objęcie stanowiska prezydenta Banku Emisyjnego w Polsce, powołanego przez generalnego gubernatora Generalnego Gubernatorstwa Hansa Franka. Stąd też od nazwiska Młynarskiego, okupacyjne banknoty złotowe były popularnie nazywane „młynarkami”.
W 1945 został wybrany czynnym członkiem Polskiej Akademii Umiejętności. W latach 1945–1948 był wykładowcą ekonomii na UJ w Krakowie. Pracował jako dyrektor biblioteki krakowskiej Wyższej Szkoły Ekonomicznej.
Zamieszkiwał przy Placu Matejki 3 w Krakowie. Został pochowany na Cmentarzu Salwatorskim w Krakowie (sektor SC4-4-31a).

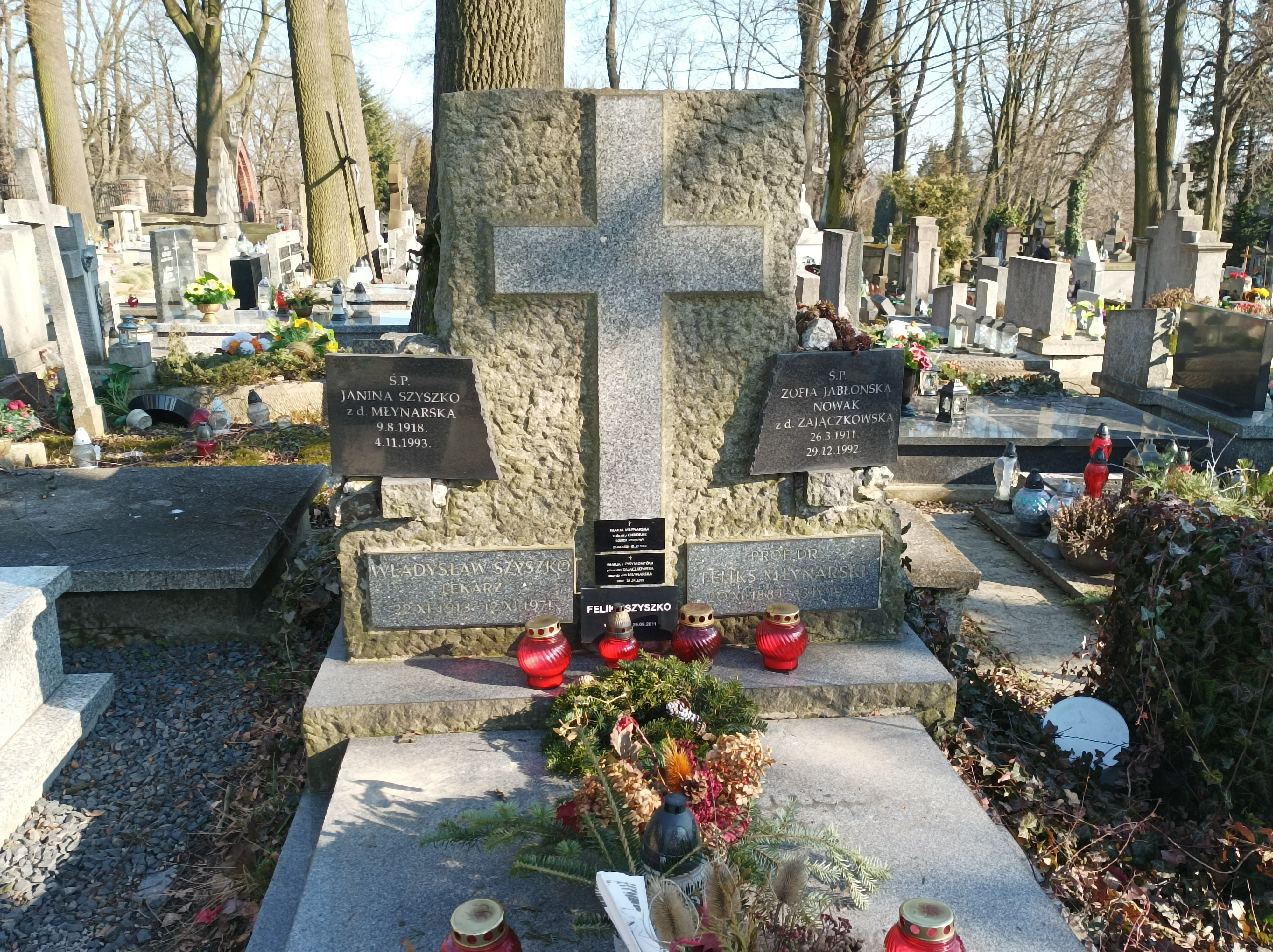
Grób Feliksa Młynarskiego na cmentarzu Salwatorskim

## Poglądy polityczne
Feliks Młynarski, chociaż sympatyk Frontu Morges, proponował nacjokratyzm jako ustrój państwa narodowego. Nacjokratyzm rozumiał on jako nową odmianę solidaryzmu, wychodzącą z zasady chrześcijańskiej miłości bliźniego.
W sprawach gospodarczych uważał (1936), że w kapitalizmie było coraz więcej etatyzmu, a coraz mniej liberalizmu. Postulował oddzielenie liberalizmu od kapitalizmu. Na skutek koncentracji kapitału kurczyła się rola inicjatywy prywatnej, sedna liberalizmu.

## Publikacje
Podmiotowe
- Zagadnienie polityki niepodległości, 1911
- Reforma ustroju pieniężnego, 1921
- Kryzys i reforma walutowa, 1925
- Powrót Anglii do złotej waluty, 1926
- Międzynarodowe znaczenie spadku złotego, 1926
- Złoto i banki biletowe, 1928
- Gold and Central Banks, 1929
- The Functioning of the Gold Standard, 1931
- Funkcjonowanie złotej waluty, 1932
- Kredyt i pokój drogą wyjścia z kryzysu 1933
- Człowiek w dziejach. Jednostka-państwo-naród, Warszawa 1936
- Proporcjonalizm ekonomiczny 1937
- Totalizm czy demokracja w Polsce, Warszawa 1938
- Socjologia wobec teorii poznania, 1939
- Odbudowa gospodarstwa światowego, 1947
- Pieniądz i gospodarstwo pieniężne, 1947

## Ordery i odznaczenia
- Krzyż Komandorski z Gwiazdą Orderu Odrodzenia Polski (27 listopada 1929)[12]
- Krzyż Komandorski Orderu Odrodzenia Polski (27 grudnia 1924)[13]
- Krzyż Niepodległości (7 lipca 1931)[14]
- Złoty Krzyż Zasługi
- Krzyż Wielki Orderu Feniksa (Grecja)[15][16]